# KoopA ADV
Der KoopA ADV (Kooperationsausschuss Automatisierte Datenverarbeitung Bund / Länder / Kommunaler Bereich) war das Gremium, das im Rahmen der E-Government-Initiativen in Deutschland für gemeinsame Grundsätze bezüglich der Informations- und Kommunikationstechnologie auf den Verwaltungsebenen Bund, Länder und Kommunen verantwortlich war. Somit hatten auch die Kommunen und die Länder die Möglichkeit, ihre Vorstellungen des Einsatzes von IT in der öffentlichen Verwaltung beim Bund sowie, was immer stärker der Fall war, bei der EU einzubringen.
Neben der Vermittlungsfunktion der unterschiedlichen Verwaltungsebenen spielte der KoopA ADV eine wichtige Rolle bei der Initiative D21. In diesem Rahmen unterstützte er gemeinsame Initiativen von Privatwirtschaft und öffentlicher Verwaltung. Die Arbeit des KoopA ADV verfolgte zum einen das Ziel, die Wirtschaftlichkeit des IT-Einsatzes in der Verwaltung sicherzustellen, zum anderen sollten insbesondere die Interoperabilität der Verwaltungen innerhalb einer Ebene aber auch ebenenübergreifend gewährleistet werden. Zu diesem Zweck wurde das länderübergreifende Kommunikationsnetz „TESTA“ aufgebaut, welches an das Netz der EU angeschlossen werden sollte.
Des Weiteren betreute der KoopA ADV den Aufbau eines Verzeichnisdienstes nach dem X.500-Standard zur Unterstützung des länderübergreifenden Austausches elektronischer Post. Um einen standardisierten Datenaustausch zu ermöglichen, hatte der KoopA die Entwicklung des XML-basierten Standards OSCI-Transport (Online Services Computer Interface) in Auftrag gegeben. Neben diesem Standard erarbeitete der KoopA ADV weiterhin standardisierte Methoden der Verschlüsselung und Signatur.
Der Kooperationsausschuss gründete sich am 10. Februar 1970. Mit dem neuen Artikel § 91c GG hat die Informationstechnik Verfassungsrang erhalten. Auf Grundlage des IT-Staatsvertrages wurde der IT-Planungsrat als neues Steuerungsgremium gegründet. Diesem gehören der Bund und die 16 Länder an. Kommunen bleiben außen vor. Der KoopA, dem Bund, Länder und Kommunen angehörten, und auch die E-Government-Staatssekretärsrunde wurden aufgelöst bzw. gingen im IT-Planungsrat auf. Der Kooperationsausschuss tagte letztmals am 18./19. März 2010 in Schwerin.